# Typisch Frau – Typisch Mann
Typisch Frau – Typisch Mann ist eine von 2005 bis 2006 von Günther Jauch moderierte und beim Fernsehsender RTL ausgestrahlte Spielshow, in der prominente Gäste unter Einbeziehung des Studiopublikums spielerische Aufgaben und Fragen rund um unterschiedliche Verhaltens-, Denk- und Sichtweisen von Mann und Frau lösen. Produziert wird die Sendung für RTL von der Kölner Firma I & U TV. Spätere Folgen wurden von Dieter Nuhr moderiert und ab dem Jahr 2011 ausgestrahlt.

## Ablauf
In der Unterhaltungssendung werden Fragen zu Alltags- und Partnerschaftssituationen mit Auswahlmöglichkeiten angeboten, die die Prominenten, das Publikum und auch die Zuschauer zuhause für sich beantworten. Die Auswertung der Ergebnisse wird vom Moderator mit Hilfe zweier im Studio anwesender Experten durchgeführt, einer Paartherapeutin und dem Evolutionären Psychologen Harald Euler.
Durch Einspielfilme mit Experimenten und im Studio mit den prominenten Gästen durchgeführte Spiele wird versucht, geschlechtsspezifische Phänomene als solche nachzuvollziehen und ihre Ursachen zu ergründen.

## Prominente Gäste
Es spielen auf der Bühne vier prominente Männer und vier prominente Frauen mit. Dabei sind mit dem Ehepaar du Mont sowie Simone Thomalla und Rudi Assauer zwei Paare vertreten.
In einer Sendung trat Kaya Yanar statt Mario Barth auf.
- Mario Barth
- Gabi Köster
- Barbara Schöneberger
- Ingolf Lück
- Sky du Mont
- Mirja du Mont
- Simone Thomalla
- Rudi Assauer
- Janine Kunze
- Atze Schröder
- Frauke Ludowig
- Matze Knop
- Tom Beck
- Jeanette Biedermann

## Ausstrahlung und Einschaltquoten
Bislang wurden sechs Sendungen ausgestrahlt, jeweils zwei dicht aufeinanderfolgend, an Samstagen und Sonntagen, stets zwei Stunden ab 20:15 Uhr.
- 30. Oktober und 6. November 2005
- 25. und 26. März 2006
- 23. und 24. September 2006

Zwischen den Sendungsblöcken liegt somit etwa ein halbes Jahr. Die durchschnittliche Einschaltquote lag bei 4,75 Millionen Zuschauern.
| Datum              | Zuschauer | Zuschauer       | Marktanteil | Marktanteil     | Quelle      |
| Datum              | Gesamt    | 14 bis 49 Jahre | Gesamt      | 14 bis 49 Jahre | Quelle      |
| ------------------ | --------- | --------------- | ----------- | --------------- | ----------- |
| 30. Oktober 2005   | 5,57 Mio. | 3,10 Mio.       | –           | 21,3 %          | [ 1 ] [ 2 ] |
| 6. November 2005   | 5,91 Mio. | 3,53 Mio.       | 17,8 %      | 23,4 %          | [ 1 ]       |
| 25. März 2006      | 4,81 Mio. | 2,71 Mio.       | 15,7 %      | 23,3 %          | [ 3 ]       |
| 26. März 2006      | 4,99 Mio. | 3,18 Mio.       | 14,3 %      | 21,0 %          | [ 4 ]       |
| 23. September 2006 | 2,98 Mio. | –               | 10,9 %      | 14,8 %          | [ 5 ]       |
| 24. September 2006 | 4,26 Mio. | 2,60 Mio.       | 14,2 %      | 19,4 %          | [ 6 ]       |

Am 21. Januar 2011 strahlte RTL eine Neuauflage mit Dieter Nuhr aus, eine Woche später als geplant. Aufgrund eines Skiunfalls begannen die Aufzeichnungen verspätet und es wurden lediglich fünf statt sechs eigentlich geplanten Folgen am Freitagabend ausgestrahlt. In den nun nur noch einstündigen Folgen waren jeweils vier Prominente zu Gast. Zusätzlich wurde die Sendung von Experten, wie Hundecoach Martin Rütter oder Gedankenleser Thorsten Havener, besucht. Die fünf ausgestrahlten Folgen aus dem Jahr 2011, deren Sendplatz freitags 21:15 Uhr war, wurden durchschnittlich 4,44 Millionen Zuschauer gesehen und konnten im Schnitt einen Marktanteil von 13,7 Prozent vorweisen.
| Datum            | Zuschauer | Zuschauer       | Marktanteil | Marktanteil     | Quelle        |
| Datum            | Gesamt    | 14 bis 49 Jahre | Gesamt      | 14 bis 49 Jahre | Quelle        |
| ---------------- | --------- | --------------- | ----------- | --------------- | ------------- |
| 21. Januar 2011  | > 5 Mio.  | 2,81 Mio.       | 22,4 %      | –               | [ 10 ] [ 11 ] |
| 28. Januar 2011  | 5,11 Mio. | –               | 22,2 %      | –               | [ 12 ]        |
| 4. Februar 2011  | 3,97 Mio. | ca. 2 Mio.      | –           | 16,6 %          | [ 13 ]        |
| 11. Februar 2011 | 4,24 Mio. | 2,17 Mio.       | –           | 18,2 %          | [ 14 ]        |
| 18. Februar 2011 | 3,51 Mio. | 1,73 Mio.       | 10,9 %      | 13,8 %          | [ 11 ]        |

Auch im Jahr 2012 folgten neue Folgen, erneut mit Dieter Nuhr. Gäste der ersten Folge waren Tom Beck, Andrea Kiewel, Katrin Müller-Hohenstein und Marcel Reif.
Die Ausgaben wurden Mittwochabend zur Hauptsendezeit ausgestrahlt, blieben jedoch weit hinter den vorhergehenden Erfolgen zurück. Daher strich RTL die Sendung bereits frühzeitig aus dem Programm und sie endete bereits nach nur zwei Folgen.
| Datum        | Zuschauer | Zuschauer       | Marktanteil | Marktanteil     | Quelle        |
| Datum        | Gesamt    | 14 bis 49 Jahre | Gesamt      | 14 bis 49 Jahre | Quelle        |
| ------------ | --------- | --------------- | ----------- | --------------- | ------------- |
| 30. Mai 2012 | 2,37 Mio. | 1,39 Mio.       | 8,7 %       | 13,2 %          | [ 16 ] [ 17 ] |
| 6. Juni 2012 | 2,2 Mio.  | 1,11 Mio.       | –           | 10,6 %          | [ 18 ]        |